# شيك مصدق
الشيك المصدّق (بالإنجليزية: Certified check)‏ هو شيك مقبول الدفع ويختم بختم البنك، بشرط وجود أموال كافية في الحساب لتغطية الشيك. وبموجبه يتم حجز مبلغ معين في البنك لسداد قيمة الشيك لأشخاص أو شركات محددين.